# Chinkultic

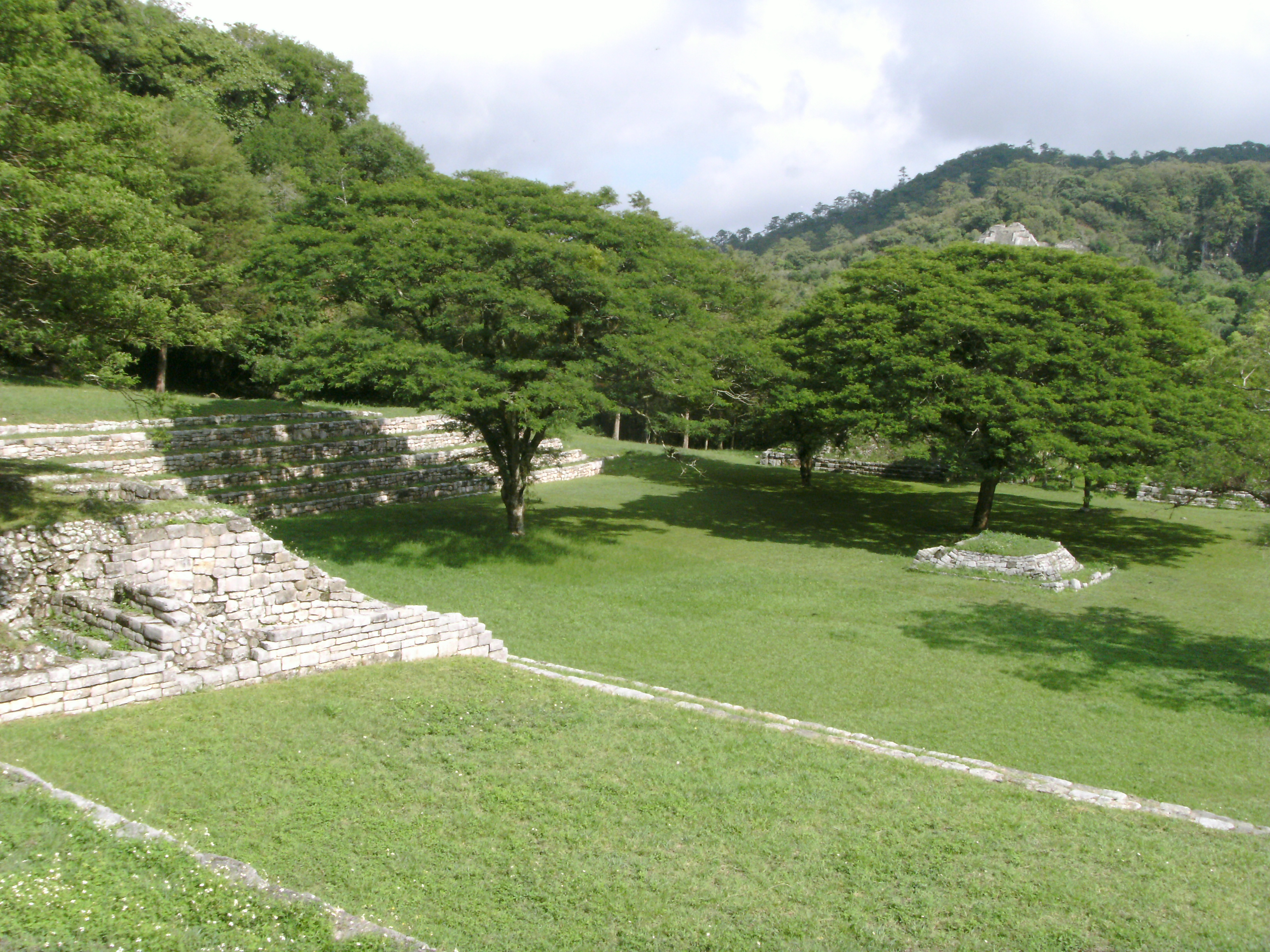
Chinkultic – Tempelpyramide im Hintergrund

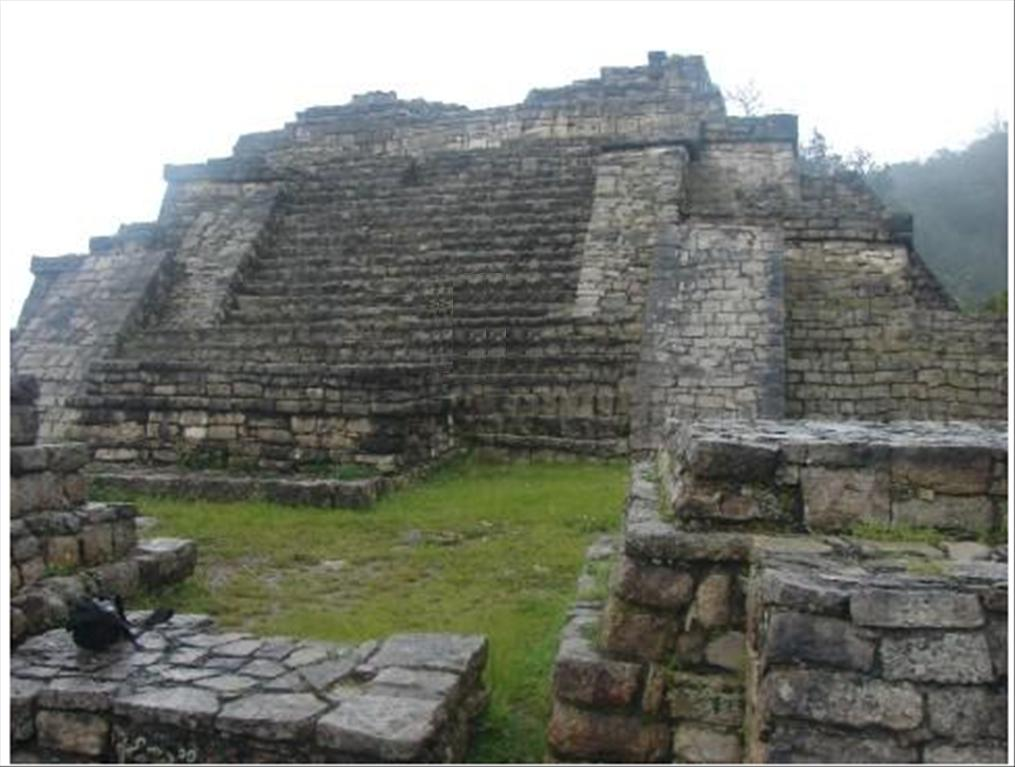
Chinkultic – Tempelpyramide (Estructura 1)

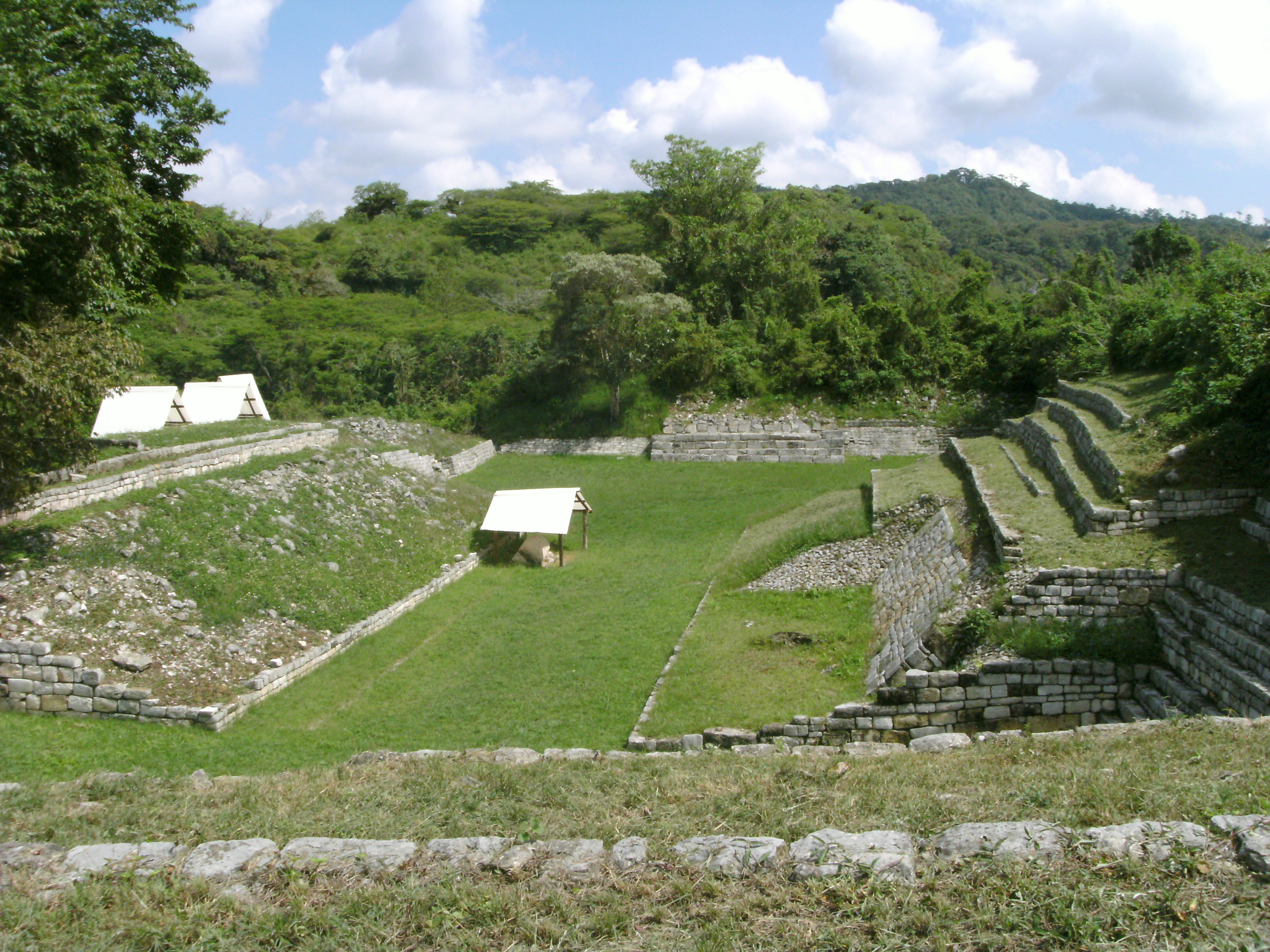
Chinkultic – Ballspielplatz

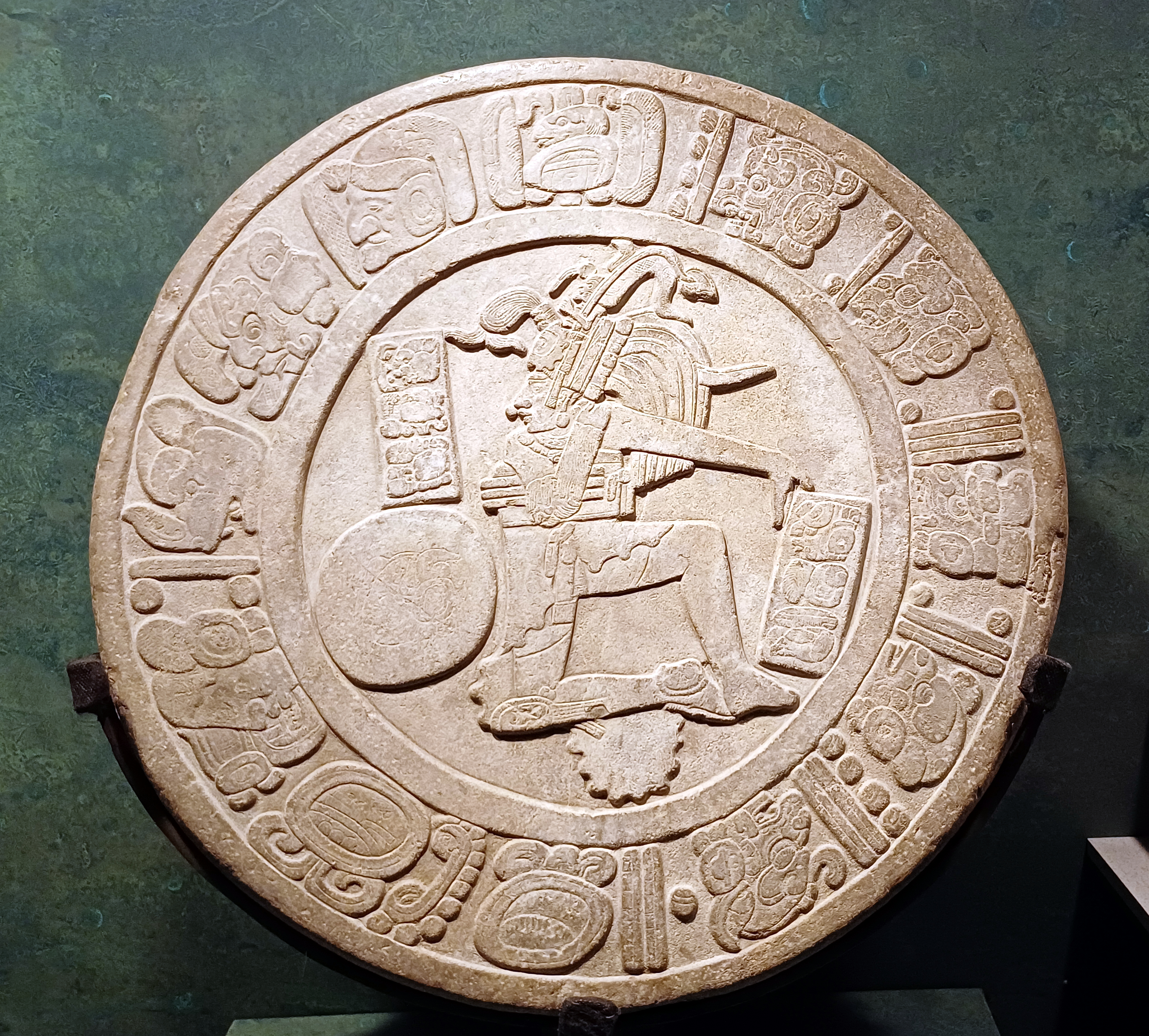
Ballspieler

Chinkultic (manchmal auch Chincultic) ist eine im mexikanischen Bundesstaat Chiapas im Nationalpark Lagunas de Montebello an der Laguna Chunujabab gelegene Ruinenstätte der Maya. Die Anfang des 20. Jahrhunderts entdeckte, aber erst in den 1970er Jahren genauer untersuchte archäologische Stätte besteht aus rund 200 Bauten, die vorwiegend aus der Klassischen Periode stammen.

## Lage
Die Ruinenstätte liegt etwa 32 km östlich von La Trinitaria am Abhang eines steilen Hügels oberhalb einem der zahlreichen kleinen Seen der Umgebung in einer Höhe von ca. 1450 bis 1500 m ü. d. M.; der ‚H‘-förmige Ballspielplatz befindet sich in flacherem Gelände.

## Geschichte
Erste Spuren menschlicher Besiedelung lassen sich bereits für die späte Präklassik (etwa 1. Jahrhundert v. Chr.) nachweisen. Während der Klassik stieg Chinkultic dann zu einer regionalen Macht auf. Möglicherweise verdankte sie ihren Einfluss der Tatsache, dass sie Adelige aus anderen Städten gefangen hielt; häufige Darstellungen von Gefangenen deuten jedenfalls darauf hin. Die dynastische Geschichte ist trotz mehrerer entdeckter Inschriften, die einen Zeitraum zwischen 591 und 897 nach Christus umfassen, bislang noch kaum erforscht. Durch Keramikfunde konnte nachgewiesen werden, dass der Ort trotz des folgenden Niedergangs noch bis in die Postklassik hinein bewohnt war.

## Architektur
Die Bauten von Chinkultic befinden sich zumeist in schlechtem Zustand. Hervorzuheben sind lediglich die große Tempelpyramide (Estructura 1) mit einer breiten vorgelagerten Treppe und der Ballspielplatz.